# Salon-la-Tour
Salon-la-Tour is een gemeente in het Franse departement Corrèze (regio Nouvelle-Aquitaine) en telt 721 inwoners (1999). De plaats maakt deel uit van het arrondissement Tulle.

## Geografie
De oppervlakte van Salon-la-Tour bedraagt 42,9 km², de bevolkingsdichtheid is 16,8 inwoners per km².
De onderstaande kaart toont de ligging van Salon-la-Tour met de belangrijkste infrastructuur en aangrenzende gemeenten.

## Demografie
Onderstaande figuur toont het verloop van het inwonertal (bron: INSEE-tellingen).